# Minimum podatkowe
Minimum podatkowe – szczególna forma zwolnienia podatkowego polegająca albo na wyłączeniu z obowiązku podatkowego podatników, dla których podstawa opodatkowania nie przekracza określonej wielkości, albo na zmniejszeniu wszystkim podatnikom podstawy opodatkowania o tę wielkość. W pierwszej sytuacji podatnicy, dla których postawa opodatkowania przekracza określoną wielkość, nie odnoszą żadnych korzyści z istnienia minimum podatkowego, gdyż podatek wymierzany jest od całej podstawy opodatkowania, w drugiej - każdy podatnik odnosi korzyść w postaci obniżenia zobowiązania podatkowego.